# Jam and Spoon
Jam and Spoon, stylisé Jam & Spoon, est un groupe allemand de musique électronique, originaire de Francfort-sur-le-Main, actif entre 1991 et 2005. Durant son existence, il se compose de Rolf Ellmer, Markus Löffel et Plavka Lonich.

## Histoire
Jam and Spoon est formé à Francfort-sur-le-Main. En 1991, le groupe sort le morceau de trance Stella avec des remix de Moby. En 1992, ils sortent un nouveau remix du morceau The Age of Love qui connait un grand succès en Europe. Le morceau original produit en 1990 au studio Diki Records (label belge Diki Records) par le groupe trance éponyme d'origine italienne composé du duo Bruno Sanchioni (BBE) et Giuseppe « Pino D'Angiò » Cherchia connait également le succès en pleine vague acid house et new beat. 
En avril 1993, le groupe sort Tripomatic Fairytales 2001 chez Sony/Epic. Il est suivi, toujours en 1993, de l'EP Right in the Night (Fall In Love With Music) qui contient l'un de leurs hits, Follow Me!.
En 2000, Jam and Spoon remixe The Chase, le fameux tube de Giorgio Moroder datant de 1978. Renommé pour l'occasion « Giorgio Moroder vs. Jam and Spoon », le groupe voit son hit propulsé no 1 aux États-Unis. Le groupe cesse ses activités en 2005. Le 11 janvier 2006, Markus Löffel succombe à une crise cardiaque dans sa maison de Berlin à l'âge de 39 ans.
En 2023, Arny Bink, patron du label néerlandais Black Hole Recordings, lance l'idée d'un album anniversaire spécial 30 ans. Ainsi, la compilation 4 CD Tripomatic Fairytales – 30 Years sort cette même année.

## Discographie

### Albums studio
- 1991 : Breaks Unit 1 (Logic Records)
- 1993 : Tripomatic Fairytales 2002 (Dance Pool/Epic)
- 1993 : Tripomatic Fairytales 2001 (R&S Records)
- 1997 : Kaleidoscope (JAM!, JAM!)
- 2004 : Tripomatic Fairytales 3003 (Polydor Island Group)
- 2006 : Remixes and Club Classics (V2 Records)

### Singles
- 1992 : Stella (The Complete Stella) (R&S Records) ((Barracuda Mix, Moby Remix, Frank De Wulf) (66e place des charts allemands[1])
- 1992 : Tales from A Danceographic Ocean (R&S Records)
- 1993 : Right In The Night (Fall in Love With Music) (JAM! / Dance Pool)
- 1994 : Find Me (Odyssey to Anyoona) (Sony)
- 1995 : Angel (Ladadi O-Heyo) feat. Plavka) (JAM! / Dance Pool)
- 1997 : El Baile (JAM!)
- 1997 : Kaleidoscope Skies (JAM!)
- 1998 : Don't Call It Love (feat. Plavka) (JAM!)
- 1999 : Stella 1999 - 1992 - How Stella Got Her Groove Back (Dance Pool)
- 2001 : Be.Angeled (feat. Rea), (Modul)
- 2003 : Cynical Heart (feat. Jim Kerr)
- 2004 : Mary Jane / Vata (J&S)
- 2004 : Butterfly Sign (feat. Plavka) (Polydor Island Group)
- 2004 : Set Me Free (Empty Rooms) (feat. Rea), (Polydor Island Group)

### Remixes
- 1989 : Technotronic - Move This (Radiolux Mix)
- 1991 : Quincy Jones – Back on the Block (Club Trip Part One)
- 1992 : Moby - The Ultimate Go (Delirium Mix)
- 1993 : Age of Love - The Age of Love (Watcha Out for Stella Mix)
- 1993 : Dance 2 Trance - Power of A.merican N.atives - Remixes
- 1993 : Enigma - Carly's Song (Jam and Spoon Remix)
- 1993 : Technotronic feat. Ya Kid K – Move This (Electrolux Mix)
- 1993 : Frankie Goes to Hollywood - Relax (Jam and Spoon Hi N-R-G Mix)
- 1994 : Pet Shop Boys - Disco 2 - Yesterday, When I Was Mad (Jam anf Spoon Mix)
- 1994 : Pet Shop Boys - Young Offender (Jam and Spoon Trip-O-Matic Fairy Tale Mix)
- 1994 : Cosmic Baby - Loops of Infinity (Triptomatic Fairytales Remix)
- 1994 : Enigma – The Age of Loneliness (Jam nd Spoon Remix)
- 1995 : New Order - (The Rest of) New Order - Blue Monday 95 (Andrea Mix)
- 1995 : Jam and Spoon's Hands on Yello - You Gotta Say Yes to Another Excess - Great Mission (Urban)
- 1996 : Queen – You Don't Fool Me (Sexy Club Mix)
- 1996 : Dune – Rainbow to the Stars (Jam and Spoon Remix)
- 1998 : Simple Minds – Don't You Forget About Me (Jam and Spoon Remix)
- 1999 : Mike Oldfield – Far Above the Clouds (Jam and Spoon Mix)
- 2000 : Giorgio Moroder vs. Jam and Spoon - The Chase (Jam and Spoon Radio Mix), (Paul Oakenfold Mix), (Junior Sanchez Mix), (DJ Werner Radio Mix)
- 2000 : Blank and Jones – Beyond Time (Jam and Spoon's Happy People in the Morning Remix)
- 2001 : Resistance D – You Were There (Jam and Spoon „Light and Laser“ Remix)
- 2004 : Rammstein – Amerika (Jam and Spoon So Kann's Gehen Mix)
- 2005 : Marilyn Manson – The Nobodies (Burn 36 Mix)